# Frigidez
Frigidez ou anafrodisia é a falta de desejo sexual tanto em homens quanto em mulheres. A frigidez deve ser diferenciada da anorgasmia, condição em que ocorre a falta do orgasmo, mas na qual há o desejo sexual.
Na absoluta maioria dos casos, o desinteresse pelo sexo está ligado a fatores psicológicos ou sociais, sendo um dos mais frequentes determinantes a monotonia conjugal. Também a educação que se recebeu, a falta de diálogo entre os parceiros, as práticas sexuais pouco gratificantes e até a resistência em inovar acabam por minar o relacionamento e facilitam o desinteresse. O próprio facto de envelhecer e as dificuldades do cotidiano também podem interferir na satisfação sexual.
A grande maioria é causada por vivências sexuais destrutivas, culturas empíricas ou religiosas. Frigidez pode ser causada por traumas de infância (abuso e violência sexual), medo de engravidar, ansiedade, experiências obstétricas traumáticas e na maioria das vezes relações didáticas inadequadas (falta de diálogo com a/o parceira/o)
Junto com a frigidez, vem uma série de problemas que podem se tornar agravantes. A ansiedade é o primeiro dos sintomas, seguido de desinteresse e falta de apetite sexual. Leocorreias, alteração ou falta de ciclo menstrual, vaginismo (dor ou ardência nas relações devido à contração dos músculos vaginais) dispareunias.
Porém a disfunção sexual feminina ou alteração da função sexual pode também facilitar a invasão de agressores externos, tais como micoses e bactérias, devido à falta de defesas pubianas, consequências da desfunções hormonais. Há também alguns casos de dores lombares e alterações de humor.

## Antidepressivos
Algumas classes de medicamentos podem anular completamente o desejo sexual, como é o caso da grande maioria dos antidepressivos, sendo que grande parcela da população faz tratamento com o uso destes. Outros medicamentos também podem afetar o desejo sexual.”

## Tratamentos
Acompanhamento psicológico é um dos melhores caminhos a seguir, porem dificilmente a timidez deixa que um casal se trate com um psicológo. O primeiro passo é o dialogo entre os cônjuges. Pode-se tentar experiências sexuais alternativas, como carícias e sexo sem penetração vaginal, para quebrar a primeira barreira (a timidez). Essas experiências também podem ajudar quando o problema é hormonal ou falta de excitação feminina. Ambientes novos e fantasias sexuais também podem ser exploradas se for o caso de monotonia conjugal.